# Salix solheimii
Salix solheimii är en videväxtart som beskrevs av E.H. Kelso. Salix solheimii ingår i släktet viden, och familjen videväxter. Inga underarter finns listade i Catalogue of Life.